# Хакмана (підрозділ окружного секретаріату)
Підрозділ окружного секретаріату Хакмана — підрозділ окружного секретаріату округу Матара, Південна провінція, Шрі-Ланка. Головне місто - Хакмана. Складається з 34 Грама Ніладхарі.

## Демографія
| Кількість Грама Ніладхарі | Площа (км2) | Населення (2012) | Населення (2012) | Населення (2012)  | Населення (2012) | Населення (2012) | Населення (2012) | Густота населення (/км2) |
| Кількість Грама Ніладхарі | Площа (км2) | Сингали          | Ларакалла        | Ланкійські таміли | Індійські таміли | Інші             | Всього           | Густота населення (/км2) |
| ------------------------- | ----------- | ---------------- | ---------------- | ----------------- | ---------------- | ---------------- | ---------------- | ------------------------ |
| 34                        | 47,7        | 30,465           | 977              | 16                | 1                | 5                | 31,892           | -                        |